# Machovy proužky
Machovy proužky (anglicky Mach bands) je optická iluze pojmenovaná po fyzikovi Ernstu Machovi.
Obraz tvoří několik pruhů jedné barvy lišících se odstínem (od nejtmavšího po nejsvětlejší nebo naopak). Lidské oko pak nevnímá každý proužek jako pouze jednu barvu, ale zdá se být vedle tmavší barvy světlejší a vedle světlejší barvy tmavší, tj. iluze zveličuje kontrast mezi hranami mírně odlišných odstínů.